# ذخیره‌گاه زیست‌کره خلیج فوندی
ذخیره‌گاه زیست‌کره خلیج فوندی (به انگلیسی: Fundy Biosphere Reserve) یک ذخیره‌گاه زیست‌کره در کانادا است که در نیوبرانزویک واقع شده‌است.